# Tha ginei tis polykatoikias
El Edificio de Apartamentos (en griego: Θα γίνει της Πολυκατοικίας, romanizado: Tha ginei tis polykatoikias) fue una serie de televisión de comedia griega emitida entre 2019 y 2020, fue creada por Vicky Alexopoulou y transmitida por Skai TV. La serie presenta la vida de los inquilinos de un edificio de apartamentos y es un remake de la serie de televisión griega de Mega Channel, Tha ginei, con la única diferencia de que Tha ginei tiene una historia y actores diferentes, y esta nueva está basada en la serie de televisión española La que se avecina.

## Resumen de la serie
| Temporadas | Temporadas | Episodios | Primera emisión          | Primera emisión     |
| Temporadas | Temporadas | Episodios | Estreno                  | Fin                 |
| ---------- | ---------- | --------- | ------------------------ | ------------------- |
|            | 1          | 36        | 24 de septiembre de 2019 | 10 de julio de 2020 |